# Solanoideae
Solanoideae är en underfamilj inom familjen potatisväxter. Underfamiljen har en världsvid utbredning, men är särskilt väl representerad i Central- och Sydamerika. Solanoideae innehåller 62-68 släkten och cirka 1940 arter, av dem ingår 1250-1700 i släktet skattor (Solanum).

## Släkten
- Alrunesläktet (Mandragora)
- Ballongblommor (Nicandra)
- Belladonnor (Atropa)
- Bocktörnen (Lycium)
- Bolmörter (Hyoscyamus)
- Cymbalblommor (Nolana)
- Dårörter (Scopolia)
- Himmelsögon (Lycianthes)
- Lyktörter (Physalis)
- Skattor (Solanum)
- Småpetunior (Calibrachoa)
- Spanskpepparsläktet (Capsicum)
- Spikklubbor (Datura)
- Vårbolmörter (Physochlaina)
- Änglatrumpeter (Brugmansia)
- Acnistus
- Anisodus
- Archiphysalis
- Athenaea
- Atropanthe
- Aureliana
- Benthamiella
- Brachistus
- Chamaesaracha
- Combera
- Cuatresia
- Deprea
- Discopodium
- Dunalia
- Dyssochroma
- Fabiana
- Ectozoma
- Exodeconus
- Grabowskia
- Hawkesiophyton
- Iochroma
- Jaborosa
- Jaltomata
- Juanulloa
- Larnax
- Latua
- Leptoglossis
- Leucophysalis
- Markea
- Mellissia
- Merinthopodium
- Nectouxia
- Nothocestrum
- Oryctes
- Pantacantha
- Pauia
- Phrodus
- Plowmania
- Przewalskia
- Quincula
- Rahowardiana
- Salpichroa
- Saracha
- Schultesianthus
- Solandra
- Trianaea
- Tsoala
- Tubocapsicum
- Tzeltalia
- Vassobia
- Withania
- Witheringia

### Webbkällor
- Angiosperm Phylogeny Website
- GRIN Taxonomy for Plants

 Wikimedia Commons har media som rör Solanoideae.